# フリオ・ボルヘス
フリオ・アンドレス・ボルヘス・フニェント（スペイン語: Julio Andrés Borges Junyent、1969年10月22日 - ）は、ベネズエラの政治家、弁護士。カラカス出身。1990年代後半、RCTVで『Justicia Para Todos』というテレビ法廷番組に出演していた。2000年、エンリケ・カプリレス・ラドンスキーとレオポルド・ロペスとともに正義第一党を設立した。

## 政治家としての活動
2000年のベネズエラ総選挙で国会議員に当選し、2005年まで正義第一党とミランダ州を代表した。2005年のベネズエラ総選挙では正義第一党が直前の野党ボイコットに参加したが、ボルヘスは2010年のベネズエラ総選挙で再選された。

## 学歴・私生活
アンドレス・ベロ・カトリック大学で法律を学び、1992年に卒業後、1994年にボストンカレッジで哲学の修士を取得し、1996年にオックスフォード大学で公共政策の修士を取得した。結婚しており、子供が4人いる。

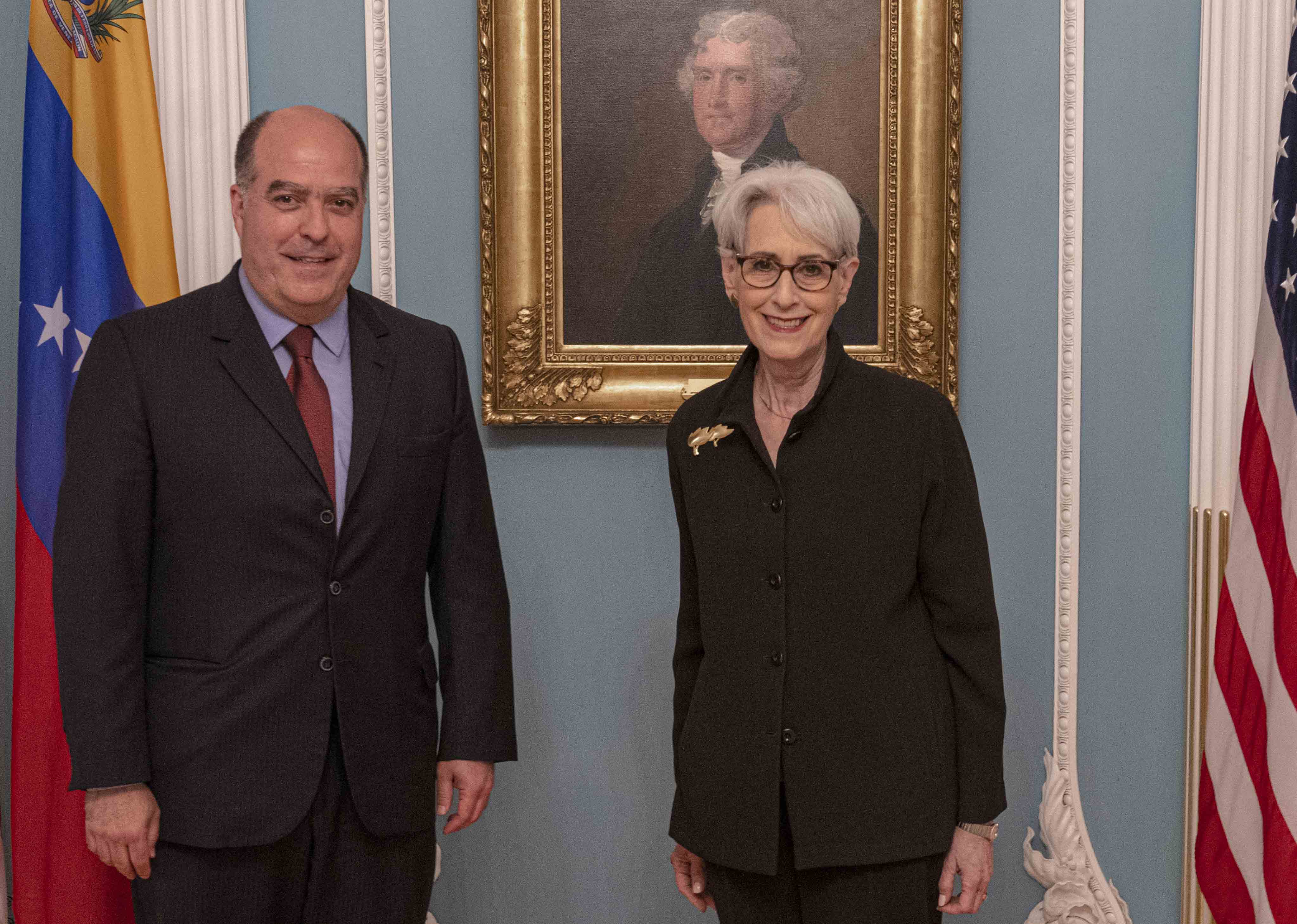
2021年6月、米国務省でウェンディ・ルース・シャーマン米国務副長官との会談の様子